# Iocasta
Iocasta (sau Epicaste) este o figură în mitologia greacă. A fost fiica lui Menoeceu, sora lui Creon, soția lui Laios, regele cetății Teba și mama lui Oedip.
După moartea soțului ei, omorât de Oedip, s-a căsătorit cu acesta fără să știe că e fiul ei, iar apoi când a aflat s-a spânzurat.
Cu Oedip a avut doi fii (Eteocles și Polinice) și două fiice (Antigona și Ismene).